# Abolfazl Anwari
Abolfazl Anwari (pers. ابوالفضل انورى; ur. 9 lutego 1938 w Sawe, zm. 14 lutego 2018 w Teheranie) – irański zapaśnik walczący w stylu wolnym. Dwukrotny olimpijczyk. Szósty w Meksyku 1968 i w Monachium 1972. Startował w kategorii 97 – 100 kg.
Brązowy medalista mistrzostw świata w 1966 i 1969. Trzeci na igrzyskach azjatyckich w 1970 roku.